# Smoljani
Smoljani (starořecky Σμολενοι/Σμολεανοι, Smolenoi/Smoleanoi)  byl jihoslovanský kmen obývající od 7. století území rozjkládající se východně od Soluně v údolí řeky Mesty a v jihovýchodních částech pohoří Rodopy.

## Dějiny
Smoljani se ve východní Makedonii objevili pravděpodobně na počátku 7. století v rámci velkého exodu kmenového svazu Sklavínů na území Byzantské říše. Jméno Smoljanů je poprvé zmíněno v nápisu kapkana Isbula z doby vlády bulharského chána Presijana, pocházejícího z doby kolem roku 837 a nalezeného ve Filipech.
V období slovanské expanze do Makedonie a Thrákie na přelomu 8. a 9. století podřídili byzantští císařové slovanské kmeny své suverenitě, přinutili je platit tribut a poskytovat ozbrojené oddíly. V roce 837 vypuklo slovanské povstání kolem Soluně, v Rodopech, západní Thrákii a jižní Makedonii. Byzantské prameny neuvádějí konkrétně, které sklavinie se proti Byzanci vzbouřily, ale zasaženo povstáním bylo nepochybně i území obývané Smoljany. Nakonec byzantské jednotky pod velením Alexia Moseleho povstání potlačily; „krev tekla hustě a oblast zachvátil oheň,“ jak uvádí byzantský historik. Než se však Byzantincům podařilo ovládnout situaci zcela, zapojili se na žádost Smoljanů, kteří svůj boj prohrávali, Bulhaři. Bulharské jednotky vedené kapkanem Isbulem porazily byzantské vojsko poblíž Filip a město poté obsadily. Území Smoljanů od Rodop až po mořské pobřeží v okolí města Kavaly bylo začleněno do bulharského státu.
Po konečném zničení prvního bulharské říše Byzancí na počátku 11. století vzniklo v oblasti obývané Smoljany samostatné thema Smolenon, o kterém byzantské prameny informují až do konce 12. století. Založeno bylo i samostatné biskupství podléhající metropoli ve Filipách.
Město v jižním Bulharsku Smoljan bylo pojmenováno po kmeni Smoljanů (do roku 1934 neslo jméno Pašmakli).